# Véronique Ghenne
Véronique Ghenne, née le 18 juillet 1970 à Namur est une femme politique belge wallonne, membre du PS.
Elle est graduée en biochimie, spécialisation biotechnologie; licence en zoologie. fonctionnaire.

## Fonctions politiques
- Députée fédérale belge du 1er juillet 2004 au 2 mai 2007 en remplacement de André Flahaut.
- Ancienne conseillère provinciale (Province du Brabant wallon)
- Membre du CPAS d'Orp-Jauche.